# Ікбал Мелікузієв
Икбал Меликузиев (узб. Икбал Меликузиев; рос. Икбал Меликузиев) — узбецький Кінооператор, кінорежисер продюсер та ректор університету ВДІК в Узбекистані.
Ікбал Мелікозієв досяг великих успіхів на режисерській ниві. У 2013 році Ікбал Мелікузієв отримав широке визнання та оплески в Узбекистані після постановки узбецької драми та комедії «Mening dostim jin» (комедія). З тих пір він зняв багато узбецьких комедій і мелодрам. Зокрема, велику популярність режисеру принесли фільми «Ishdagi Ishq» і «Kuyov Jura», які вийшли на великі екрани в 2015 році.

## Біографія
Мелікузієв Ікбал Мамасодікович народився 4 жовтня 1981 року в Бувайдському районі Ферганської області. У 1988 році пішов до середньої школи № 26 Бувайдинського району, пішов у перший клас і закінчив його у 1998 році. У 2005 році закінчив факультет операторського мистецтва Державного інституту мистецтв Узбекистану, а в 2008 році – факультет операторського мистецтва. У 2008 році був прийнятий на посаду професора кафедри операторського мистецтва Державного інституту мистецтв Узбекистану. З 2012 по 2015 рік працював завідувачем відділу «Звукорежисура та кіномайстерність». У 2015-2018 рр. захистив асп. У 2010 році закінчив Ташкентський університет інформаційних технологій. У 2014 році педагог підвищив кваліфікацію в Мережевому центрі утилізації та підготовки кадрів. Протягом 2008-2019 років викладає дисципліни «Кіно- та телеоператор», «Спеціальна та комплексна зйомка», «Мультимедійний дизайн», «Візуальні ефекти та постпродакшн», «Основи кіновідеотехніки». Зараз вони успішно використовуються в профільних класах. У 2018 році Мелікузієв Ікбал видав підручник «Навички телеоператора кінотеатру» (процеси навчання та розвитку художньої фотографії). У 2018 році видавництвом «Animation Director» видано навчальні посібники «Фотокомпозиція», «Мультимедійний дизайн», «Візуальні ефекти та постпродакшн», «Основи кіновідеотехнології».
У 2024 році Ікбал Мелікузієв був призначений ректором ВДІКу в Ташкенті.

## Створення
Ікбал починав свою творчу кар'єру в кіно, працюючи над телесеріалами та фільмами для різних мереж. Свою кар'єру він розпочав як оператор у фільмі режисера Джахангіра Ахмедіва «Уйланіш». У 2010 році Ікбал знявся у фільмі «Омад». Ця стрічка була номінована на багато нагород за операторську роботу над фільмом про нещасного. Того ж року він працював головним оператором над фільмом «Від ночі до світанку», який отримав численні нагороди, у тому числі як найкраща комедія 2010 року та інші нагороди. У 2011 році Ікбал працював оператором для фільмів «Поза межами служби», «Щасливчики», «Останній дзвінок», «Олінг Куда-Берінг Куда і Менінг Акам Байдок», які були номіновані на численні номінації. У 2012 році на екрани вийдуть 2 фільми «Ніч до світанку», цей фільм буде сприйнятий фанатами бурхливими оплесками. Він заслуговує багатьох номінацій, зокрема: Він отримав нагороди за найкращу комедію та найкращу операторську роботу 2012 року. У 2013 році Ікбал працював у фільмах «Тільки Ана», «Містер Хот-Догчі» і «Тілім Курсін». У 2015 році він працював над фільмами Бахт О'рян і Тілін Курсін 2. Фільм Тілін Курсін був номінований як найкращий оператор року.
У 2013 році Ікбал почав свою першу режисерську діяльність і зняв фільм «Мій друг — демон». У 2014 році він зняв комедійний фільм під назвою Yigitali. Ігіталі — один із найвідоміших фільмів Ікбала. У 2015 році Ікбал зняв два фільми, Ішк в Іші і Наречений супроводжував, які були визнані найкасовішими фільмами 2015 року. Крім того, Ікбал зняв багато документальних фільмів, у тому числі «Ласкаво просимо до Самарканда», «Ласкаво просимо до Хіви», «Межа», «Килимове покриття», «Зардозлік» і «Мухаммед Юсуф: Уугумсан ватанім».

## Фільмографія
Нижче, у хронологічному порядку, наведено ранжований список фільмів, у яких знявся Ікбол Мелікозієв 
| рік  | Справжнє ім'я                | Українською                       | Роль   |
| ---- | ---------------------------- | --------------------------------- | ------ |
| 2006 | Suyiqasd                     | Вбивство                          |        |
| 2008 | Тоні                         |                                   |        |
| 2008 | Осінь                        |                                   |        |
| 2009 | Uylanosh                     | Одруження                         |        |
| 2010 | Omad                         | Удачі                             | [ 11 ] |
| 2010 | Tundan tonggacha             | З ночі до ранку                   | [ 12 ] |
| 2010 | Qorakoʻz                     | Каракоз                           | [ 13 ] |
| 2010 | Robinzon qozi                | Суддя Робінсон                    |        |
| 2011 | Mening akam boʻydoq          | Суддя Робінсон                    | [ 14 ] |
| 2011 | Oling quda-bering quda       | Бог дасть і візьме                | [ 15 ] |
| 2011 | Xizmat doirasidan tashqarida | Поза сферою обслуговування        |        |
| 2011 | So'ngi qo'ng'iroq            | Останній дзвінок                  |        |
| 2011 | Omadli Yigitlar              | Щасливчики                        |        |
| 2011 | Dardi bedavo                 | Біль безкоштовний                 |        |
| 2012 | Tundan tonggacha 2           | З ночі до ранку 2                 |        |
| 2013 | Ana xolas                    | Тітка Ана                         | [ 16 ] |
| 2013 | Mening doʻstim jin           | Мій друг - демон                  | [ 17 ] |
| 2013 | Tilim qursin                 | Нехай мій язик будує              | [ 18 ] |
| 2013 | Janob Hot-Dogchi             | Містер Хот-дог                    | [ 19 ] |
| 2014 | Yihitali                     | Це хлопчик                        |        |
| 2014 | Onam bilmasin                | Щоб мама не знала                 | [ 20 ] |
| 2014 | Kunlardan bir kun            | Один із днів                      |        |
| 2015 | Baxt ortidan                 | Після щастя                       |        |
| 2015 | Tilim qursin 2               | Нехай мій язик будує 2            | [ 21 ] |
| 2015 | Ishqdagi ishq                | Кохання в любові                  |        |
| 2015 | Kuyov jura                   | Наречений одружений               |        |
| 2016 | Dadam bilmasin               | Нехай батько не знає              | [ 22 ] |
| 2016 | Qaysar oshiqlar              | Коханці Цезаря                    | [ 23 ] |
| 2020 | Sizsiz oʻtmas kunlarim       | Мої дні не можуть пройти без тебе |        |

| Рік  | Фільм | Роль |
| ---- | --- | ---- |
| 2002 | Sanatda oʻz oʻrnini topgan inson                                                                                         |      |
| 2005 | Novyy mir krasok |      |
| 2007 | Xayotda oʻz oʻrnini topgan inson                                                                                         |      |
| 2013 | Oʻzbekiston davlat sanʼat va madaniyat instituti                                                                         |      |
| 2013 | Jahon tillari universiteti                                                                                               |      |
| 2016 | Fargʻona davlat universiteti                                                                                             |      |
| 2016 | Fargʻona politexnika instituti                                                                                           |      |
| 2016 | Uzbekiston republicasi vazirlar maxkamasi, davlat test markazi, test sinovlarini utkazish tartibi uzbek va rus tillarida |      |
| 2017 | Margilon crafts center                                                                                                   |      |
| 2017 | Epic in Uzbekistan art                                                                                                   |      |
| 2017 | Horticulture of Uzbekistan                                                                                               |      |
| 2017 | State of Uzbekistan |      |
| 2017 | Gatekeeper |      |
| 2017 | Pilaf culture of Uzbekistan and pineapples                                                                               |      |
| 2017 | Wedding ceremony in Uzbekistan                                                                                           |      |
| 2017 | Boysun Culture |      |
| 2017 | "Pottery" |      |
| 2017 | In the name of Alisher Navoi Tokent state Uzbek language and University of Literature                                    |      |
| 2017 | "Intangible in Uzbekistan cultural heritage"                                                                             |      |
| 2020 | "Carpeting" |      |
| 2020 | "Duppidoʻzlik" |      |
| 2020 | "Embroidery" |      |
| 2020 | "Zardoʻzlik" |      |
| 2020 | "Plowing" |      |
| 2021 | "Khairulla Sardiev: I'm still your child"                                                                                |      |
| 2021 | "Bakhtiyar Ikhtiyorov: Tales that charmed me"                                                                            |      |
| 2021 | Muhammad Yusuf: You are great, my homeland                                                                               |      |
| 2022 | Gʻani Najimov documentary film                                                                                           |      |

## Нагороди
- 2023 Випускник вищої освіти.
- 2024 Державна премія народного поета Узбекистану Мухаммеда Юсуфа.